# Eigenmath

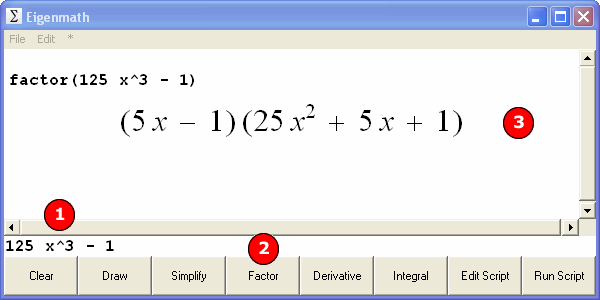
Interfaz de Eigenmath.

Eigenmath es un programa sencillo y libre, de álgebra computacional, desarrollado por George Weigt. Se encuentra disponible en las plataformas de Windows, Linux, Mac OS, Android, Nintendo DS. Eigenmath está escrito en el lenguaje de programación C y su código fuente es de distribución gratuita.

## Eigenmath portable
Eigenmath ha sido portado a varios dispositivos manuales, con el objetivo de mantener un sistema portable de cálculo libre, comparable a los sistemas comerciales como los de Texas Instruments o calculadoras de HP. Esta aplicación fue portada del código fuente original y está disponible para Android, Poket PC, Nintendo DS.

## Ejemplos
- Suma y factorización de funciones:

```

 f(x) = 2 x^2 + 3 x + 4
 g(x) = 4 x + 2
 h(x) = f(x) + g(x)
 h(x)
	 6 + 7x + 2x^2

 factor (h(x))
	 (2+x)(3+2x)

```

- Raíces de una función:

```

h(x) = 2 x^2 + 7 x +6
h(x)
	6 + 7x + 2x^2

roots(h(x))
	-2, -3/2

```

- Derivar e integrar funciones:

```

h(x) = 2 x^2 + 7 x +6
h(x)
	6 + 7x + 2x^2

n(x) = derivative(h(x))
n(x) = 4x + 7

p(x)= d(h(x),x)
p(x)
	7 + 4x

m(x) = integral(p(x),x)
m(x)
	7 x + 2 x^2

```